# Manuel Valls Galfetti
Manuel Carlos Valls Galfetti (Barcelona, España, 13 de agosto de 1962) es un historiador y político hispano-francés, que ejerció de primer ministro de Francia entre 2014 y 2016, cargo al que accedió investido por el presidente de la República François Hollande tras la dimisión de Jean-Marc Ayrault. Entre 2019 y 2021 fue concejal del Ayuntamiento de Barcelona por Barcelona pel Canvi, candidatura que encabezó en las elecciones municipales de 2019.
Con una militancia de 37 años en el Partido Socialista de Francia (PS), también fue ministro de Interior, diputado en la Asamblea Nacional, consejero regional de la Isla de Francia, alcalde de Évry y concejal municipal de Évry. 
En la actualidad es ministro de Ultramar del Gobierno de Francia.
Su última militancia política fue en Valents pero sin cargo alguno.

## Biografía

### Origen y primeros años
Nació el 13 de agosto de 1962 en la clínica La Ferroviaria situada en la calle de Campoamor del barrio barcelonés de Horta. Se reconoce como «hijo de español»; «eran las vacaciones, y mis padres, que vivían en Francia, quisieron que su hijo mayor naciera allí». «Soy el hijo de un pintor español y de una madre suiza italiana que eligieron Francia por su belleza, por su grandeza, por su dulzura».
Su abuelo paterno, Magí Valls, profundamente catalanista y religioso, fue fundador del diario El Matí en 1929. Durante la guerra civil española, ocultó en su casa a sacerdotes perseguidos por los comunistas y los anarquistas. Después de la victoria de Franco se le prohibió ejercer su profesión. Su padre, el pintor Xavier Valls, también nacido en Barcelona, emigró a París a finales de los años 40, donde conoció a su esposa Luisangela Galfetti, hermana del arquitecto suizo Aurelio Galfetti. Debido a los diferentes orígenes de su familia, habla con fluidez los idiomas francés, español, italiano y catalán.
En 1980, con 17 años, se afilió al Partido Socialista francés (PS) de la mano de Michel Rocard. Dentro del PS defendió a la segunda izquierda, la de Rocard, más pragmática, frente a la de François Mitterrand. Durante sus estudios de Historia en la Universidad de París I Panthéon-Sorbonne, forma parte del sindicato socialista de estudiantes, el UNEF-ID. En 1982 se naturalizó francés.

### Carrera política
Entre 1983 y 1986 estuvo vinculado al parlamentario Robert Chapuis, diputado por Ardecha, y en 1988 sucedió a Henri Kaminska como cabeza del PS de Argenteuil-Bezons. Con 24 años fue elegido para el Consejo Regional de Isla de Francia, del que fue nombrado vicepresidente primero en 1998. Entre 1991 y 1993 fue delegado adjunto interministerial de los Juegos Olímpicos de Invierno de Albertville 1992. Seguidamente se convirtió en secretario nacional de comunicación del Partido Socialista y también en primer secretario de la federación en Valle del Oise. Posteriormente se encargó de la comunicación y relaciones con la prensa del gabinete de Lionel Jospin, primer ministro de Francia entre 1997 y 2002.

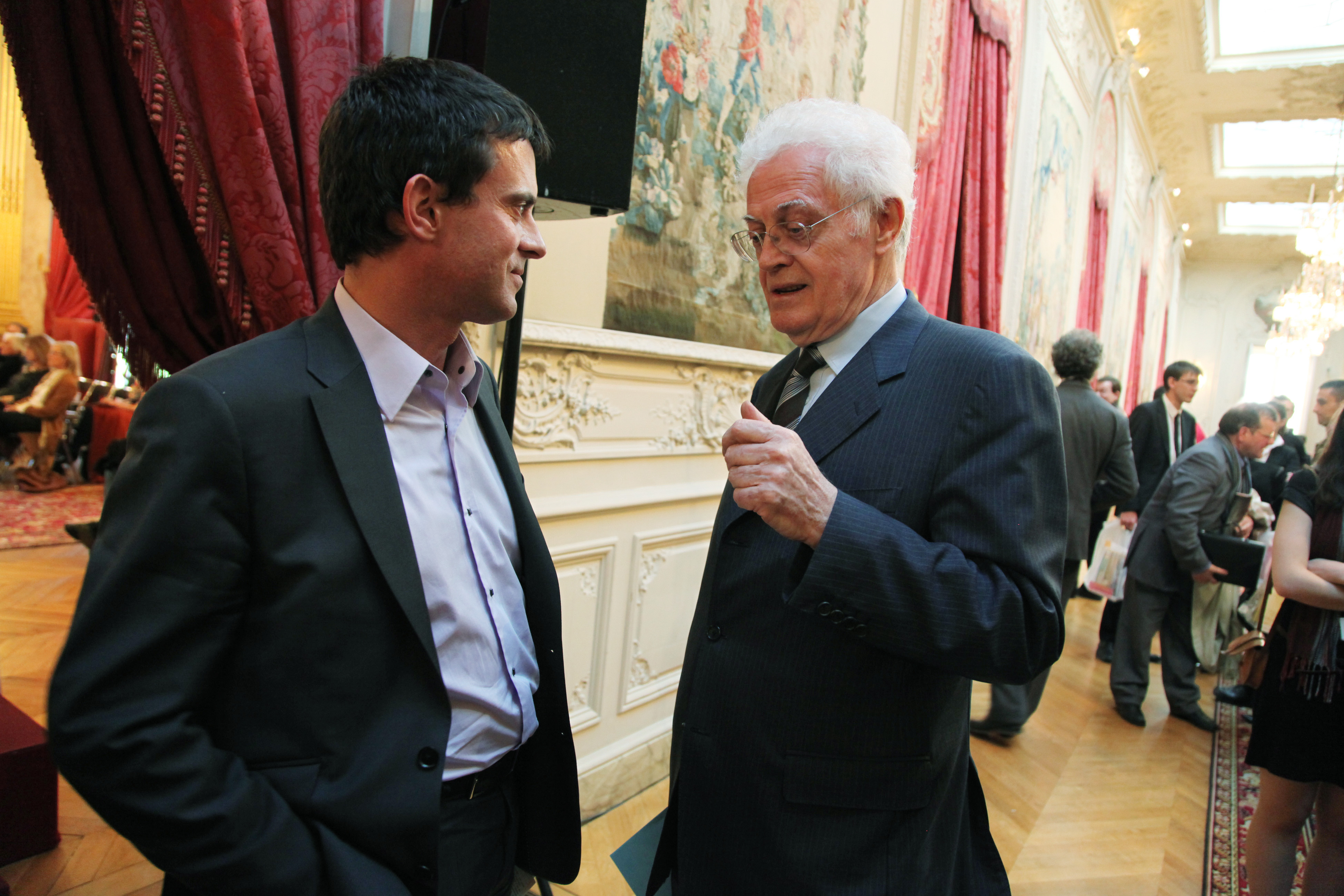
Conversando con Lionel Jospin en abril de 2009.

En marzo de 2001 y en 2008 fue elegido alcalde de Évry y en 2002 diputado en la Asamblea Nacional de Francia por la primera circunscripción de Essonne, siendo reelegido en 2007.
En la sucesión de François Hollande al frente del PS en noviembre de 2008, tomó partido a favor de Ségolène Royal. A raíz de los resultados (que considera controvertidos), reclama el arbitraje de los tribunales ante las sospechas de fraude electoral en los bastiones de Norte y de Sena Marítimo, favorables a Martine Aubry.
El 13 de junio de 2009, Manuel Valls anunció su intención de disputar las primarias del Partido Socialista para convertirse en candidato en las elecciones presidenciales de Francia de 2012. Pero en julio de 2009, sus relaciones con Martine Aubry no estaban en su mejor momento.
Tras las elecciones, el nuevo presidente de la República François Hollande nombró un nuevo Gobierno en el que Manuel Valls ocupa la cartera de ministro del Interior

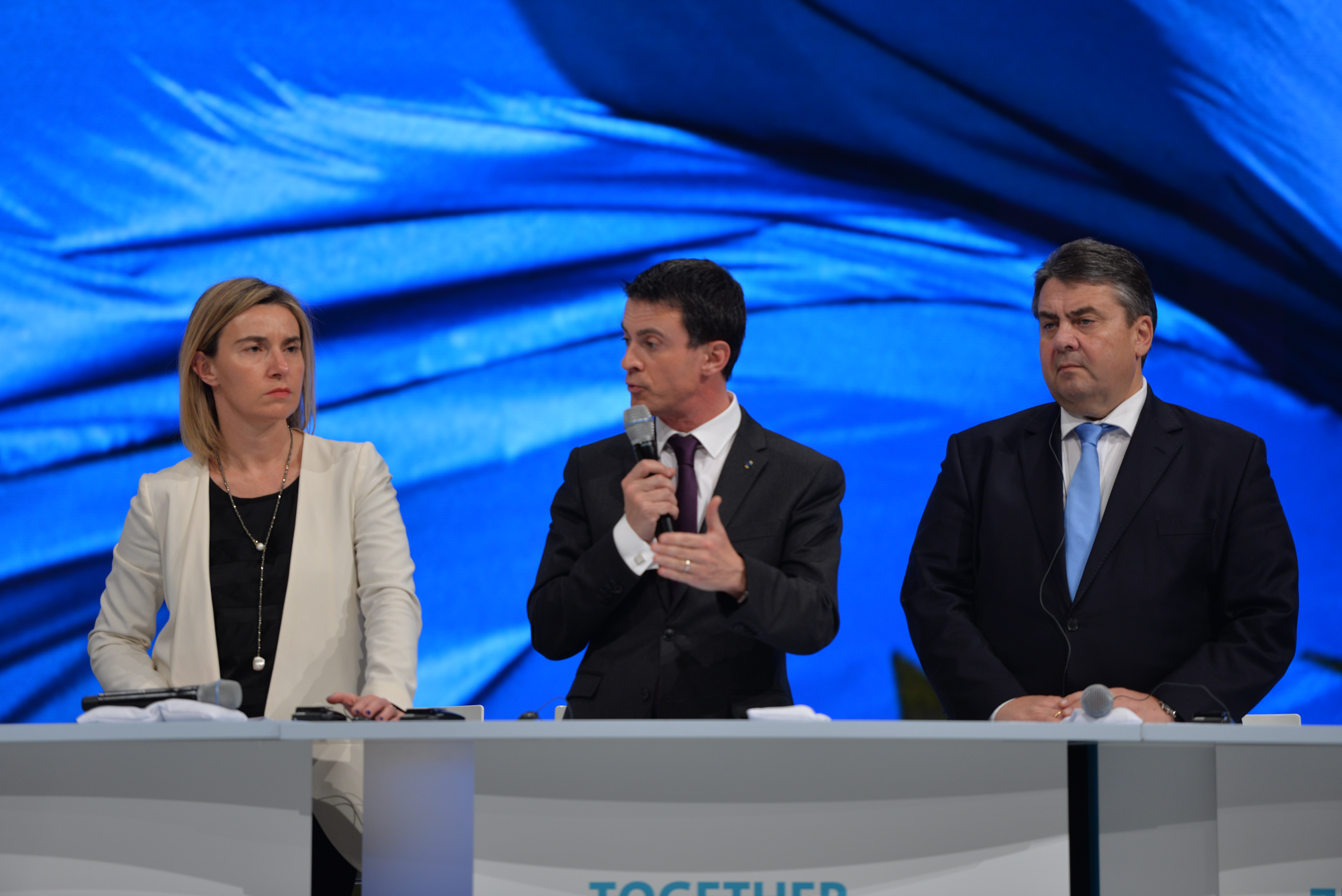
Fotografiado entre Federica Mogherini y Sigmar Gabriel durante un mitin del SPD celebrado en Berlín en diciembre de 2015.

El 31 de marzo de 2014, tras un mal resultado del Partido Socialista en las elecciones municipales del día anterior y la dimisión del primer ministro Jean-Marc Ayrault, el presidente François Hollande anunció el nombramiento de Manuel Valls como nuevo primer ministro de Francia. Es el primero primer ministro de Francia que obtuvo la ciudadanía francesa por naturalización. El 25 de agosto del mismo año, Valls presentó la dimisión de su gobierno a François Hollande, que le encargó la formación de uno nuevo.
El 5 de diciembre de 2016 anunció su dimisión como primer ministro para postularse a la presidencia de Francia. Finalmente perdió las primarias a candidato a la presidencia por el Partido Socialista. Se negó a apoyar el ganador de las primarias, Benoît Hamon, para la elección presidencial. La alta autoridad de las primarias denunció «un incumplimiento de la palabra dada» que violaba «gravemente el principio de la lealtad y el espíritu de las primarias».
En junio de 2017 anunció el fin de su militancia de 37 años en el Partido Socialista, y se incorporó al grupo parlamentario de La República en Marcha (LaREM) en la Asamblea Nacional.
El 20 de diciembre de 2024 se anunciaba que ha sido designado ministro de ultramar por el nuevo Gobierno de Francia, presidido por Francois Bayrou.

### Actividad política en España

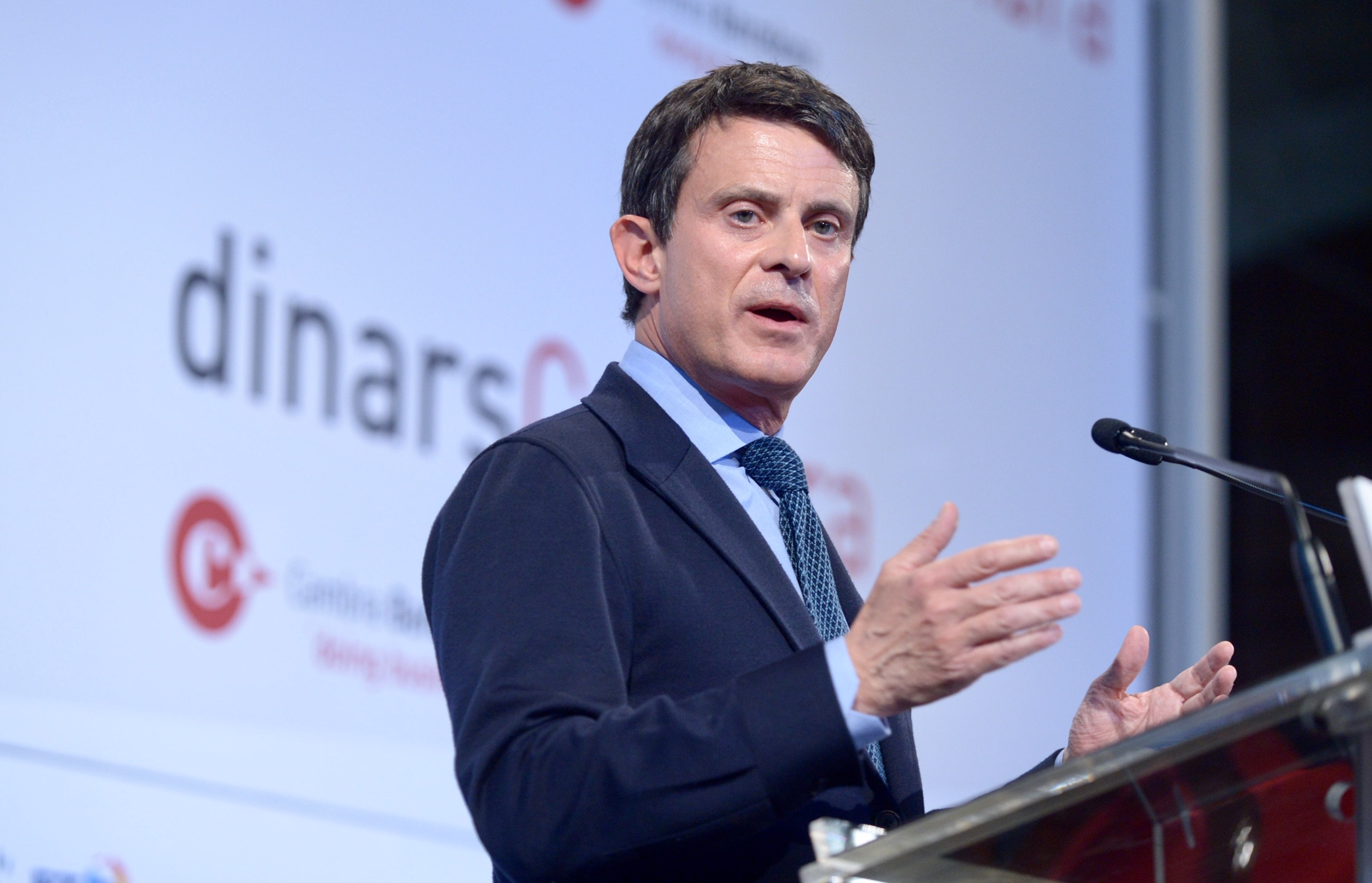
En una intervención durante un acto de la Cámara de Comercio de Barcelona en marzo de 2019

Autopostulado en 2018 como aspirante a la alcaldía de Barcelona, al frente de una candidatura para las elecciones municipales de 2019 denominada tentativamente «Barcelona Capital de Europa», el 2 de octubre del año mencionado se despidió de la vida pública francesa y procedió a su renuncia como diputado con un discurso en la Asamblea Nacional. Registró su propio partido político de ámbito municipal el 28 de marzo de 2019: Barcelona pel Canvi (BCN Canvi). Posteriormente, decidió presentarse a las elecciones en coalición electoral con Ciutadans (Cs).
Como cabeza de lista de Barcelona pel Canvi-Ciutadans (BCN Canvi-Cs), Manuel Valls consiguió ser la cuarta fuerza en Barcelona con 6 concejales y 99.452 votos (13,18% del total) en las elecciones municipales del 26 de mayo en Barcelona. El resultado quedaba lejos de los primeros pronósticos que lo situaban de lleno en la pelea por la alcaldía contra Ada Colau, mejorando en un concejal el resultado de Ciutadans en 2015 con Carina Mejías al frente, aunque lograba posicionarse por delante de Junts per Catalunya. 

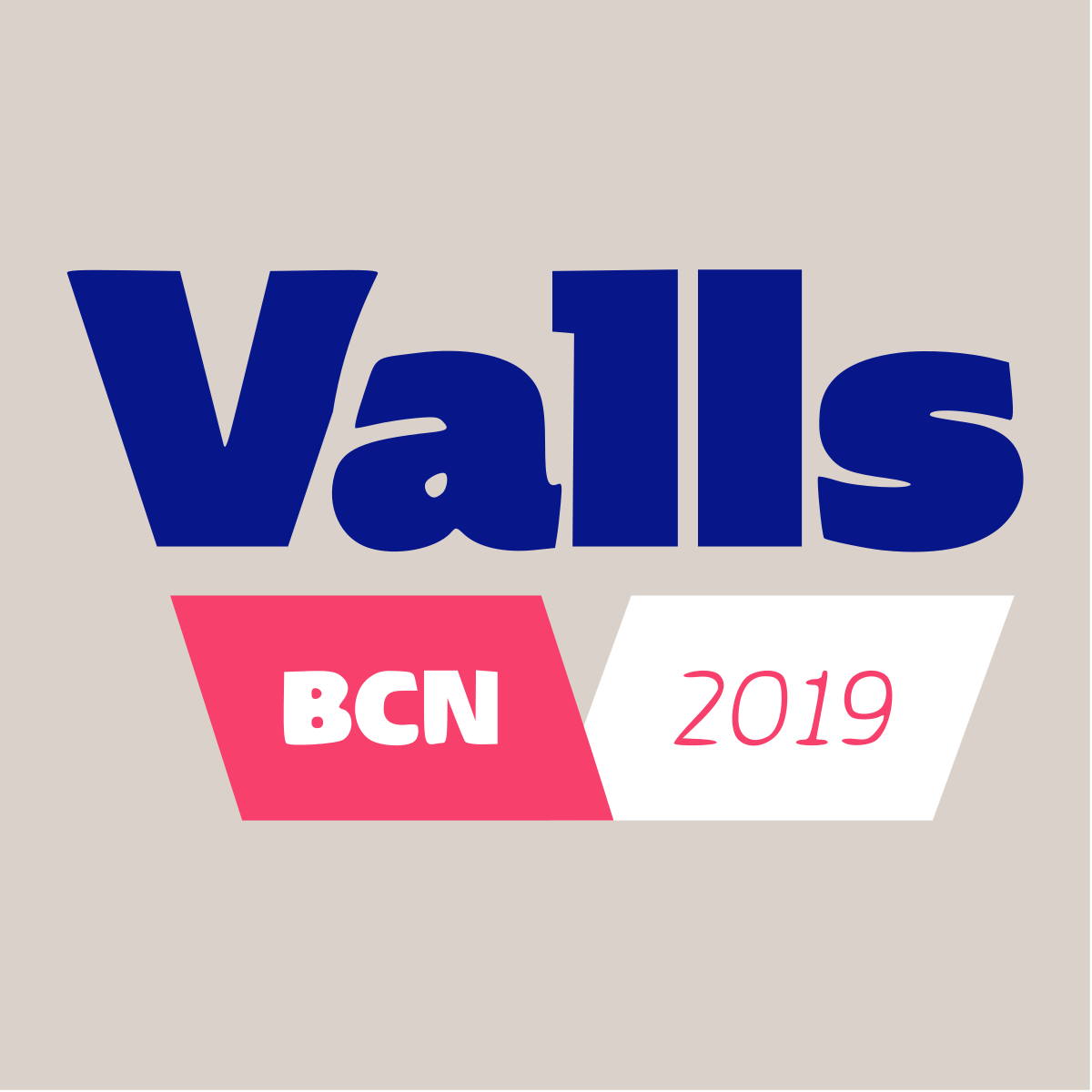
Logo de la candidatura Valls Ciutadans pel Canvi

Tras los resultados de las elecciones, anunció su voluntad de ofrecer «sin condiciones» los votos de los concejales del grupo municipal a la investidura a Ada Colau para impedir un alcalde independentista. Finalmente, Manuel Valls, Eva Parera y Celestino Corbacho votaron a favor de la investidura de Ada Colau tras su pacto de gobierno con el PSC de Jaume Collboni. Esta postura fue desautorizada por Ciutadans, formación a la que se adscribían 3 de los 6 concejales electos de la lista de BCN Canvi-Cs, lo que llevó a la fractura de los 6 concejales de la lista electoral en dos grupos parlamentarios independientes: el de Barcelona pel Canvi (2) y el de Ciutadans (4).
Entre las iniciativas aprobadas, destaca la de retirar la medalla de honor de la ciudad al expresidente del Parlamento de ERC, Heribert Barrera, por sus opiniones abiertamente racistas, después de que el pleno hiciese lo mismo a Juan Carlos I, debido a los presuntos casos de corrupción. Asimismo, Barcelona pel Canvi ha apostado con fuerza en la necesidad de que toda la corporación municipal se uniese contra los efectos devastadores de la crisis derivada de la pandemia por la COVID-19 y en esa línea apoyaron el Pacto por Barcelona y los prespuestos municipales de 2021.
Durante su etapa de concejal, se ha visto envuelto en algunas polémicas. El pleno municipal del 29 de mayo de 2020, hizo una declaración institucional que a la práctica le "reprobaba" por su etapa de Ministro del Interior francés, a raíz de una condena del Tribunal Europeo de Derechos Humanos (TEDH) que fue catalogada por ERC, BComú, el PSC y JxCat como ejemplo del "peor nacionalismo excluyente". Valls llegó a definir la declaración como "un insulto a la república francesa". En marzo de 2021, el Tribunal de Cuentas detectó irregularidades en su campaña con gastos no declarados que ascienden a más de 189.000 euros.
Las elecciones catalanas de 2021 supusieron un antes y un después en el Grupo Municipal de Barcelona pel Canvi. La concejal Eva Parera se presentó como número 3 en la lista del Partido Popular a esas elecciones aprovechando la libertad que Manuel Valls había dado a su equipo, modificando así el legado y la imagen del partido. De igual manera, otros miembros relevantes de la formación como Guillermo Basso, Albert Montagut y Daniel Elicegui manifestaron su apoyo al candidato socialista Salvador Illa. Más tarde, el propio Manuel Valls confirmaría haber votado al líder del PSC.
Condicionado por un grupo municipal de 2 concejales, la figura de Valls se ha ido alejando de la política municipal barcelonesa. Tras especularse con su candidatura a las elecciones generales de 2019, a las elecciones catalanas de 2021 e incluso con el regreso a Francia para retomar su carrera política e intentar disputar la alcaldía de París, en mayo de 2021 anuncia que dejará su acta de concejal y que su etapa en la corporación municipal ha finalizado. El 31 de mayo, antes de que haya abandonado definitivamente el consistorio, su grupo municipal pasa a ser de 3 concejales, sumando a Marilén Barceló que rompe definitivamente con Ciutadans y se une a Barcelona pel Canvi. Valls confirmó su salida del consistorio el día 31 de agosto de 2021, Óscar Benítez consejero de distrito en Sant Martí y número 7 en la lista electoral de 2019, ocupará su lugar en el pleno.

## Posiciones políticas
Manuel Valls se situaba en el «ala derecha» del Partido Socialista, aunque se define más bien como 
«blairista», en particular debido a su insistencia sobre temas como la seguridad, la responsabilidad individual o la «denegación de la asistencia». Desea «reconciliar la izquierda con el pensamiento liberal» y en ese sentido se declara «clintoniano». Según Valls, sus referentes políticos han sido Michel Rocard, Willy Brandt, Olof Palme, Felipe González, George Clemenceau, Simone Veil y François Mitterrand.
En 2005, ante el referéndum sobre el Tratado por el que se establece una Constitución para Europa, defiende el no en primera instancia. No obstante, después del referéndum interno de diciembre de 2004, donde el sí sale vencedor, participa, por disciplina de partido, en la campaña del PS en favor de la opción afirmativa. Vota con otros cargos electos de izquierda para la reforma del título XV de la constitución, que permite la ratificación del Tratado de Lisboa (2007) en la Asamblea Nacional de Francia el 4 de febrero de 2008.
Aboga por una prolongación del número de años de cotización para fijar la edad de jubilación y «la alineación de los regímenes especiales de jubilación sobre el régimen general».
Valls, "para terminar con el viejo socialismo [...] y ser por fin de izquierdas", dice «sí a las cuotas de inmigración», aprueba la prolongación de la cotización a 41 años y critica las manifestaciones antitransgénicos y antinucleares.
En cuanto al laicismo, defiende una revisión en profundidad de la ley de 1905 sobre la separación Iglesia-Estado, afirmando que 

nadie quiere tocarla, pero es esquivada constantemente; todos buscan el subterfugio adecuado para lograr sus fines. […] Nuestro país no puede, por tanto, evitar revisar la ley, aunque no se trate de una revisión con R mayúscula. Por otro lado, la ley fue modificada varias veces desde su adopción. La República podría ofrecerse a sí misma un momento simbólico con el objetivo de dar nuevo impulso al laicismo. Es necesaria una revisión pública de la aplicación de la ley que pase por un debate parlamentario. He aquí una bonita manera de volver a situar el ideal laico en el centro de la sociedad francesa y de convertirlo en un valor compartido.

En marzo de 2018 se manifestó en Barcelona a favor de la autonomía catalana, la Constitución española y la permanencia de Cataluña en España y en la UE.

## Cargos políticos

### A nivel local
- 17/03/1986 - 22/03/1992: miembro del consejo regional de Isla de Francia.
- 11/03/1989 - 18/06/1995: 12.º teniente de alcalde de Argenteuil.
- 18/06/1995 - 31/12/1998: 2.º teniente de alcalde de Argenteuil.
- 1989 - 2000: concejal de Argenteuil.
- 23/03/1992 - 15/03/1998: miembro del consejo regional de Isla de Francia.
- 16/03/1998 - 20/06/2002: vicepresidente primero del consejo regional de Isla de Francia.
- 20/06/2002 - 18/11/2002: miembro del consejo regional de Isla de Francia.
- 18/03/2001 - 24/05/2012: alcalde de Évry.
- 07/04/2008 - 09/07/2012: presidente de la comunidad de aglomeración Évry Centro Essonne.
- 15/06/2019 - 31/08/2021: Concejal en Barcelona.

### En la Asamblea Nacional de Francia
- 18/06/2002 - 21/07/2012: diputado por la Primera circunscripción del Essonne.
- 07/01/2017 - 03/10/2018: diputado por la Primera circunscripción del Essonne.

### En el Partido Socialista
- 1993 - 1994 y 1995 - 1997: secretario nacional, encargado de la comunicación del PS.
- 2003 - 2004: secretario nacional del PS, encargado de la coordinación y la organización.
- 1993 - 2017: miembro del buró nacional y del consejo nacional del PS.

### En Valents
Manuel Valls fue afiliado de Valents pero sin cargo alguno.

## Condecoraciones
- Comendador de la Orden de Ouissam Alaouite (2013)
- Gran Cruz de la Orden del Mérito Civil (2013)[59]
- Comendador de la Orden del Mérito (2013)
- Caballero de la Orden Nacional del León de Senegal (2013)
- Gran Cruz de la Orden Nacional del Mérito (2014; en calidad de primer ministro)
- Caballero Gran Cruz de la Orden de San Miguel y San Jorge (2014)
- Gran Cruz de la Orden de Isabel la Católica (2015)[60]
- Gran Oficial de la Legión de Honor (2016; en calidad de ex primer ministro)
- Comendador de la Orden Nacional de Malí (2016)